# William Friedman
William Frederick Friedman (Chișinău, 24 settembre 1891 – Washington, 12 novembre 1969) è stato un crittografo statunitense.

## Biografia

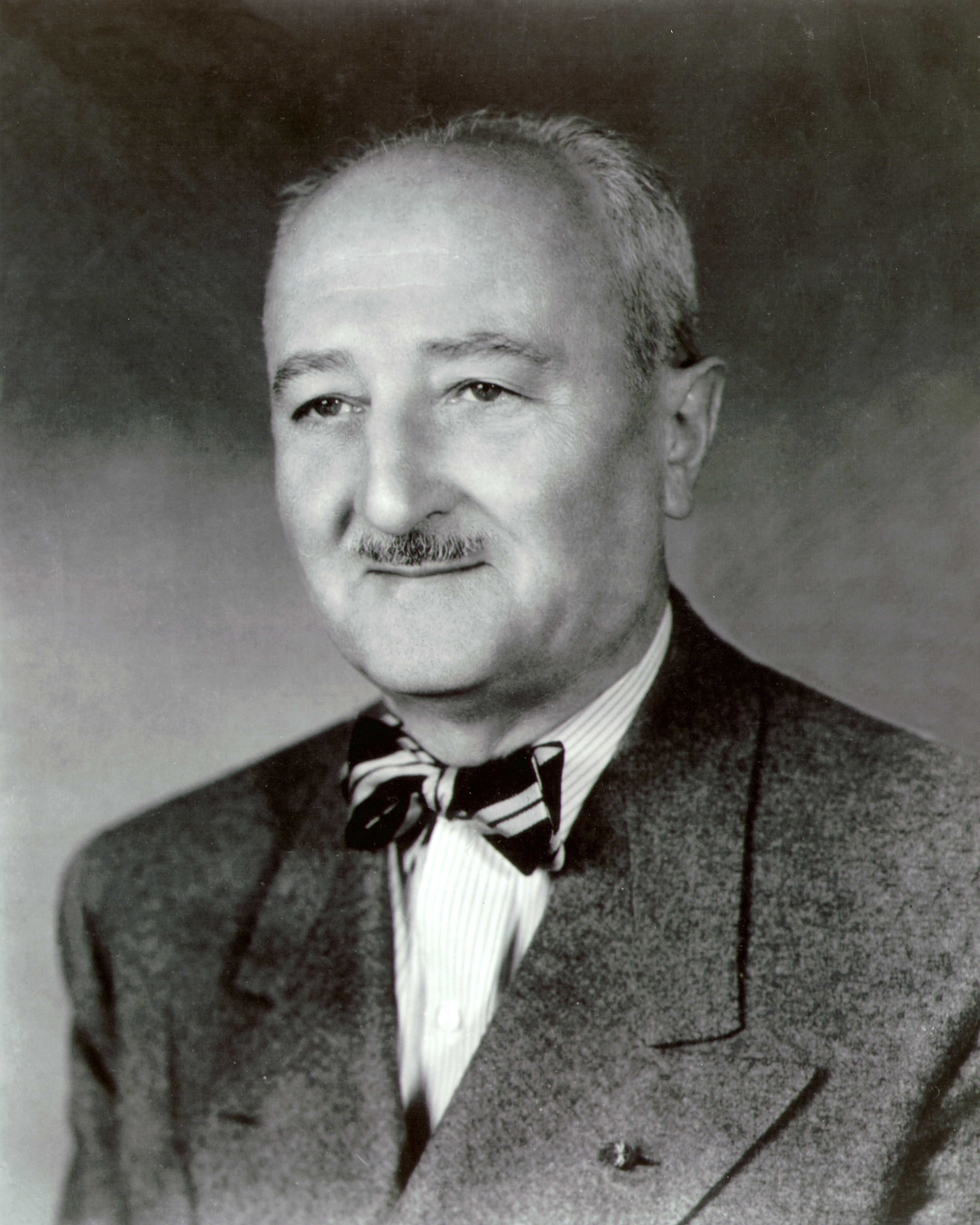
William Friedman.

Wolfe Frederick Friedman è nato nel 1891 a Chișinău, all'epoca appartenente geograficamente e politicamente alla Russia, oggi capitale della Moldavia. 
Suo padre, un interprete per il servizio postale dello zar, emigrò negli Stati Uniti l'anno successivo per sfuggire ai crescenti regolamenti antisemiti; la famiglia lo raggiunse a Pittsburgh nel 1893. 
Nel 1893, acquisendo la cittadinanza statunitense, assunse il nome William al posto di Wolfe. 
Dopo essersi laureato in genetica presso la Cornell University, venne assunto presso i Riverbank Laboratories, nei pressi di Chicago, dove si interessò allo studio dei codici e dei cifrari; qui conobbe Elizabeth Smith, sua futura moglie. 
In seguito decise di lasciare il lavoro presso Riverbank per intraprendere l'attività di ufficiale crittologo; proprio al servizio del governo statunitense svolgerà una brillante carriera militare. 
Negli anni trenta ha diretto la divisione ricerca del SIS (Signals Intelligence Service). 
Nel settembre del 1940 il lavoro della divisione portò alla decifrazione del codice giapponese denominato PURPLE, usato dal Ministero degli Esteri giapponese per interloquire con le ambasciate giapponesi nel mondo, consentendo così alle autorità americane l'accesso ai messaggi segreti trasmessi o ricevuti dai diplomatici giapponesi durante la seconda guerra mondiale.

## Riconoscimenti
Nel campo della crittologia è ricordato per l'introduzione di metodi matematici e scientifici all'interno della stessa.
Inoltre, le sue scoperte riguardanti nuovi metodi di decifrazione dei codici hanno influito e continuano ad influire, notevolmente, su gran parte del lavoro svolto dall'NSA (National Security Agency). 
Per ricordare i grandi contributi lasciati da William Friedman ed Elizabeth Smith, nel 2002, l'edificio OPS1 all'interno del complesso NSA, è stato intitolato "William and Elizebeth Friedman Building".